# Abéché
Abéché (Abeszr) – miasto we wschodnim Czadzie, położone na wyżynie Wadaj. Ludność: 78,2 tys. (2008). Abéché jest ośrodkiem administracyjnym Regionu Wadaj, departament Ouara. Czwarte co do wielkości miasto kraju.
Miasto leży przy drodze samochodowej z Ndżameny do Sudanu, na skrzyżowaniu dawnych szlaków karawanowych: wschód–zachód i transsaharyjskiego (do Bengazi, nad Morze Śródziemne).
Ośrodek handlowy regionu hodowli bydła. Występuje przemysł spożywczy. Znajduje się tu port lotniczy oraz liczne meczety.
Od połowy XIX wieku Abéché było stolicą sułtanatu Wadaj. W XVI–XIX w. także ośrodek handlu niewolnikami.

## Przypisy

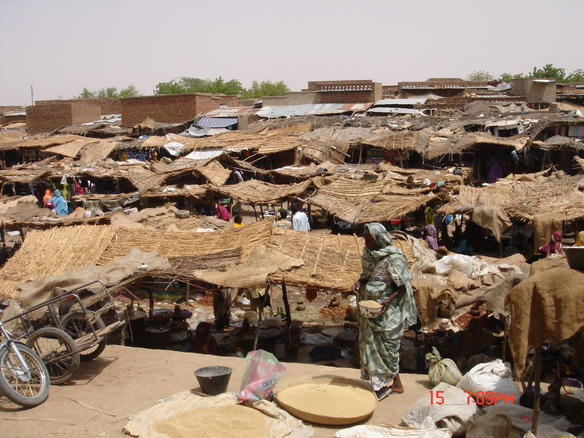
Targowisko w Abéché

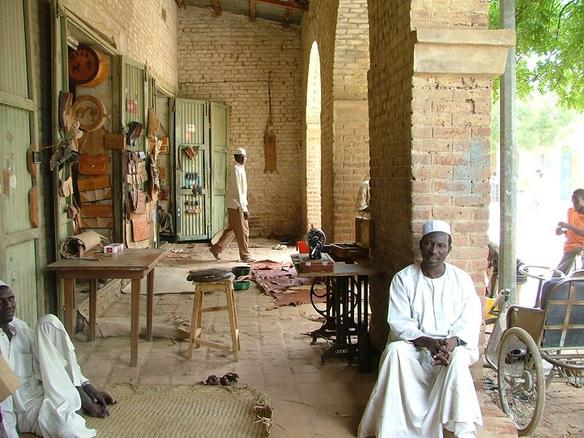
Sklep w Abéché